# هاينز كوهلاس
هاينز كوهلاس (بالألمانية: Heinz Kohlhaas)‏ (20 يوليو 1912 – 2 يناير 1993) هو ملاكم ألماني راحل، مثّل بلاده في الألعاب الأولمبية الصيفية 1932.

## روابط خارجية
هاينز كوهلاس على موقع أوليمبيديا (الإنجليزية)